# Расъюлунвож
Расъюлунвож (устар. Расъю-Лун-Вож) — река в России, течёт по территории Троицко-Печорского района Республики Коми. Устье реки находится в 55 км по правому берегу реки Расъю. Длина реки составляет 62 км, площадь водосборного бассейна — 262 км². На втором километре от устья в Расъюлунвож с левой стороны впадает Пипуасён.

## Данные водного реестра
По данным государственного водного реестра России относится к Двинско-Печорскому бассейновому округу, водохозяйственный участок реки — Печора от истока до водомерного поста у посёлка Шердино, речной подбассейн реки — Бассейны притоков Печоры до впадения Усы. Речной бассейн реки — Печора.
Код объекта в государственном водном реестре — 03050100112103000059966.